# Saint-Vincent-sur-Jard
Saint-Vincent-sur-Jard là một xã ở tỉnh Vendée (sur la Côte de Lumière) trong vùng Pays de la Loire. Xã này có diện tích 14,65 km2, dân số năm 2006 là 1146 người.

## Biến động dân số
| Năm | 1962 | 1968 | 1975 | 1982 | 1990 | 1999 | 2006  |
| --- | ---- | ---- | ---- | ---- | ---- | ---- | ----- |
| Dân số | 447  | 457  | 452  | 528  | 658  | 871  | 1 146 |
| From the year 1962 on: No double counting—residents of multiple communes (e.g. students and military personnel) are counted only once. |      |      |      |      |      |      |       |